# Kuantaochia
Kuantaochia är ett släkte av insekter. Kuantaochia ingår i familjen dvärgstritar.
Kladogram enligt Catalogue of Life:
| Kuantaochia | \| \| Kuantaochia insolita \| \| \| \| \| \| Kuantaochia pulchra \| \| \| \| |
|             | \| \| Kuantaochia insolita \| \| \| \| \| \| Kuantaochia pulchra \| \| \| \| |
|             | Kuantaochia insolita                                                         |
|             |                                                                              |
|             | Kuantaochia pulchra                                                          |
|             |                                                                              |